# 中江塔
中江塔位于中国安徽省芜湖市镜湖区青弋江与长江交汇处，今滨江公园E段中江塔公园内，东南侧紧靠临江桥。该塔为五层八面的砖木结构楼阁式塔，每边长4.1米，塔高43.7米，其中塔刹高10.16米，每层间隔辟窗，四窗位置逐层相错，窗左右设有为江上船舶导航的灯龛。塔内底部两层为壁内折上式结构，顶部三层为空筒式结构，分别采用石梯和木梯登临。作为风水宝塔，此塔的兴建具有镇住青弋江口和守持长江中流关锁之意，被誉为“江上芙蓉”。
该塔初建于明万历四十六年（1618），但因故未能建成，至清康熙八年（1669）重建完工。1955年在建设土质防水墙时将底层掩埋，外观变为四层，1987年修缮并恢复了出檐部分，2009年4月至10月再次进行修缮。